# جمال و جلال
جمال و جلال منظومه‌ای عاشقانه به زبان فارسی سرودهٔ محمد نزل‌آباد است که به داستان عشق شاهزاده جلال به جمال، دختر شاه پریان، می‌پردازد. منظومه ۴٬۷۳۵ بیت در بحر خفیف دارد و در ۸۰۸ ق / ۱۴۰۵ م سروده شده‌است. شاعر اهل سبزوار بوده‌است.
یک نسخهٔ دست‌نویس از این داستان در کتابخانهٔ دانشگاه اوپسالا موجود است که سال ۹۰۸ قمری نوشته شده. شکوفه قبادی داستان را با همین نسخه تصحیح و منتشر کرده‌است.